# Lijst van ministers in Tibetaans ballingschap
Dit is een lijst van ministers (kalöns) in Tibetaans ballingschap. Deze lijst over de Tibetaanse regering in ballingschap is een voortzetting van de lijst van ministers in Tibet voor 1960.

## Eerste regeringsperiode: 1960-1965
| Ambt               | Wylie                  |
| ------------------ | ---------------------- |
| Kalön tripa        | Surkhang Ngawang Geleg |
| Religie            | Shenkha Gurmey Topgyal |
| Buitenlandse zaken | Neshar Thubten Tharpa  |
| Financiën          | Gadrang Lobsang Rigzin |

## Tweede regeringsperiode: 1965-1970
| Ambt               | Wylie                   |
| ------------------ | ----------------------- |
| Kalön tripa        | Shenkha Gurmey Topgyal  |
| Religie            | Thubten Norsang         |
| Onderwijs          | Künling Woeser Gyaltsen |
| Buitenlandse zaken | Neshar Thubten Tharpa   |
| Binnenlandse zaken | Phala Thubten Yonten    |
| Financiën          | Garang Lobsang Rigzin   |

## Derde regeringsperiode: 1970-1975
| Ambt               | Wylie                   |
| ------------------ | ----------------------- |
| Kalön tripa        | Garang Lobsang Rigzin   |
| Religie            | Künling Woeser Gyaltsen |
| Onderwijs          | Jangchö Tsering Gompo   |
| Binnenlandse zaken | Wangdue Dorje           |

## Vierde regeringsperiode: 1975-1980
| Ambt               | Wylie                      |
| ------------------ | -------------------------- |
| Kalön tripa        | Künling Woeser Gyaltsen    |
| Onderwijs          | Taring Jigme Samten Wangpo |
| Binnenlandse zaken | Wangdue Dorje              |
| Veiligheid         | Jheshong Tsewang Tamdin    |

## Vijfde regeringsperiode: 1980-1985
| Ambt                    | Wylie                   |
| ----------------------- | ----------------------- |
| Kalön tripa             | Wangdue Dorje           |
| Onderwijs               | Phechö Thubten Nyinchen |
| Buitenlandse zaken      | Juchen Thubten Namgyal  |
| Ministergezant in Delhi | Sadu Rinchen Döndrub    |
| Veiligheid              | Püntsog Tashi Tagla     |
| Financiën               | Jheshong Tsewang Tamdin |

## Zesde regeringsperiode: 1985-?
| Ambt                             | Wylie                  |
| -------------------------------- | ---------------------- |
| Kalön tripa                      | Juchen Thubten Namgyal |
| Onderwijs                        | Tenzin Gyeche Tethong  |
| Veiligheid en buitenlandse zaken | Tashi Wangdi           |
| Financiën                        | Lobsang Dargyal        |

## Zevende regeringsperiode:?-1990
| Ambt                         | Wylie                  |
| ---------------------------- | ---------------------- |
| Kalön tripa                  | Juchen Thubten Namgyal |
| Vicekalön                    | Tenzin Gyeche          |
| Ambt niet bekend             | Shawo Lobsang Dargyal  |
| Buitenlandse zaken           | Tashi Wangdi           |
| Veiligheid                   | Alak Jigme Lhündrub    |
| Onderwijs en volksgezondheid | Lodi Gyari             |
| Financiën                    | Lobsang Dargyal        |

## Achtste regeringsperiode: mei 1990 - juli 1991
| Ambt                                               | Wylie                  |
| -------------------------------------------------- | ---------------------- |
| Kalön tripa                                        | Kälsang Yeshi          |
| Onderwijs en volksgezondheid                       | Jetsün Pema            |
| Veiligheid, buitenlandse zaken en persvoorlichting | Tenzin Namgyal Tethong |

## Negende regeringsperiode: augustus 1991 - januari 1993
| Ambt                                   | Wylie                  |
| -------------------------------------- | ---------------------- |
| Kalön tripa                            | Gyalo Döndrub          |
| Religie en volksgezondheid             | Kälsang Yeshi          |
| Onderwijs                              | Jetsün Pema            |
| Buitenlandse zaken en persvoorlichting | Tashi Wangdi           |
| Binnenlandse zaken en financiën        | Tenzin Namgyal Tethong |

## Tiende regeringsperiode: februari 1993 - mei 1996
| Ambt                                   | Wylie                  | van/tot              |
| -------------------------------------- | ---------------------- | -------------------- |
| Kalön tripa                            | Tenzin Namgyal Tethong | 1993-1995            |
| Religie                                | Kälsang Yeshi          | 1993-1996            |
| Onderwijs                              | Jetsün Pema            | februari-juli 1993   |
| Onderwijs                              | Rinchen Khando Chögyal | 1993-1996            |
| Buitenlandse zaken en persvoorlichting | Tashi Wangdi           | 1993-1996            |
| Binnenlandse zaken en financiën        | Sönam Topgyal          | 1993-1996            |
| Veiligheid                             | Gyalo Döndrub          | 1993                 |
| Veiligheid                             | Lhamo Tsering          | 1993 - augustus 1996 |
| Volksgezondheid                        | Rinchen Khando Chögyal | 1993-1996            |
| Financiën                              | Dawa Tsering           | 1994-1996            |

## Elfde regeringsperiode: juni 1996 - augustus 2001
| Ambt                                   | Wylie                         | van/tot                        |
| -------------------------------------- | ----------------------------- | ------------------------------ |
| Kalön tripa                            | Kälsang Yeshi                 | maart 1996 - 1997              |
| Kalön tripa                            | Sönam Topgyal                 | april 1997 - 2001              |
| Religie                                | Kirti Rinpoche Lobsang Tenzin | april 1997 - maart 1999        |
| Onderwijs                              | Rinchen Khando Chögyal        | augustus 1996 - 2001           |
| Buitenlandse zaken en persvoorlichting | Tashi Wangdi                  | augustus 1996 - 2001           |
| Buitenlandse zaken en persvoorlichting | Tsewang Chögyal Tethong       | april 1997 - augustus 2001     |
| Binnenlandse zaken                     | Tempa Tsering                 | april 1997 - augustus 2001     |
| Veiligheid                             | Alak Tenzin Pälbar            | 1996 - mei 1998                |
| Veiligheid                             | Dongak Tenzin                 | februari 1996 - 1997           |
| Veiligheid                             | Pema Chinjor                  | september 1998 - augustus 2001 |
| Volksgezondheid                        | Samkhar Yangkee Dhashi        | augustus 1996 - 2001           |
| Financiën                              | Söpa Gyatso                   | augustus 1996 - 2001           |

## Twaalfde regeringsperiode: september 2001 - augustus 2006
| september 2001 - 2005                                           |                         |
| Kalön tripa, veiligheid, buitenlandse zaken en persvoorlichting | Samdhong Lobsang Tenzin |
| Religie en onderwijs                                            | Thubten Lungrig         |
| Binnenlandse zaken                                              | Lobsang Nyima           |
| Volksgezondheid en financiën                                    | Lobsang Nyandak Zayul   |
| maart 2005 - 2006                                               |                         |
| Kalön tripa                                                     | Samdhong Lobsang Tenzin |
| Volksgezondheid en onderwijs                                    | Thubten Lungrig         |
| Religie                                                         | Lobsang Nyima           |
| Financiën en buitenlandse zaken                                 | Lobsang Nyandak Zayul   |

## Dertiende regeringsperiode: september 2006 - augustus 2011
| Ambt                         | Wylie                   |
| ---------------------------- | ----------------------- |
| Kalön tripa                  | Samdhong Lobsang Tenzin |
| Religie                      | Tsering Püntsog         |
| Financiën                    | Tsering Döndrub         |
| Onderwijs                    | Thubten Lungrig         |
| Verkeersveiligheid           | Dongchung Ngödrub       |
| Nieuws en buitenlandse zaken | Kesang Yangkyi Takla    |
| Ministergezant in Delhi      | Tempa Tsering           |

## Veertiende regeringsperiode: september 2011 - heden
| Ambt                         | Wylie             |
| ---------------------------- | ----------------- |
| Kalön tripa                  | Lobsang Sangay    |
| Religie                      | Pema Chinjor      |
| Binnenlandse zaken           | Gyari Dolma       |
| Financiën                    | Tsering Dhundup   |
| Veiligheid                   | Dongchung Ngödrub |
| Nieuws en buitenlandse zaken | Dicki Chhoyang    |
| Volksgezondheid              | Tsering Wangchug  |